# Voorde
Depuis 1977, Voorde est une section de la ville belge de Ninove dans le Denderstreek située en Région flamande dans la province de Flandre-Orientale. C'était une commune à part entière avant la fusion des communes de 1977.
Le village est situé dans le bassin de la Dendre.

## Étymologie
Voorde = gué.

## Démographie

### Évolution démographique
- Sources : INS, Rem. : 1831 jusqu'en 1970 = recensements, 1976 = nombre d'habitants au 31 décembre[2].

## Curiosités
- Château du XVIe siècle.
- Chapelle Notre-Dame de Beukenboom.